# Майдан (Посіч)
Майда́н (або Майда́н Посіча́нський) — присілок села Посіч, колишній хутір Посічанської сільської ради Лисецького району Станіславської області. Розташований в Чорному лісі.

## Історія

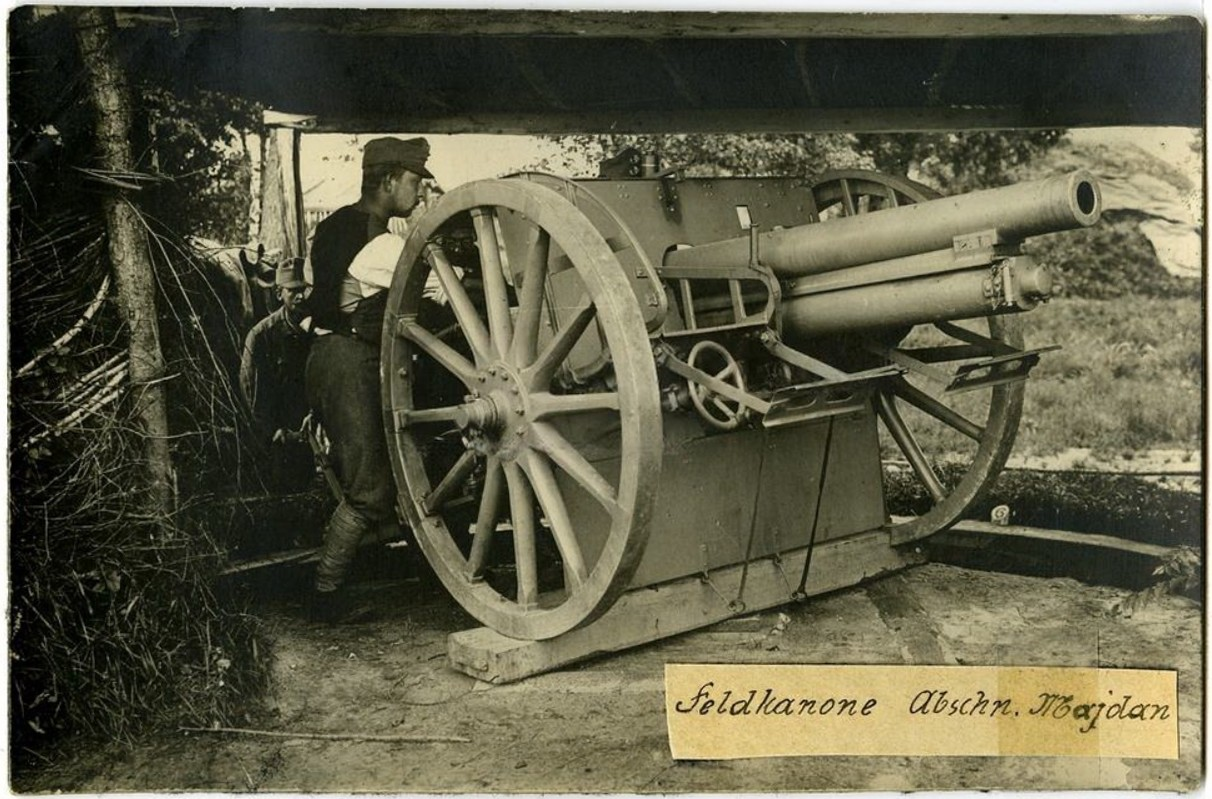
Перша світова війна (1916—1917 рр.). Австро-Угорська гармата у Майдані.

Станом на 1 вересня 1946 року — хутір Посічанської сільської ради Лисецького району Станиславівської області.
У населеному пункті мешкало 299 осіб та було 52 будинки.
Тепер урочище с. Посіч.

### Ліквідація села
У 1950 році приблизно чотириста мешканців села Посіч та присілку села Майдан були примусово виселені з рідних домівок. У ході радянської операції з депортації населення, чоловіків, жінок і дітей перевезли на територію Одеської області, а їхні житла було зруйновано. Будь-які спроби повернення на попереднє місце проживання суворо каралися органами державної безпеки.